# معهد إعداد القادة (السعودية)
معهد إعداد القادة هو معهد للتدريب الرياضي تابع وزارة الرياضة يقدم دورات و برامج رياضية تعليمية لإعداد المدربين والحكام والفنيين في المجال الرياضي في المملكة، تأسس في 1978م.

## مهام المعهد
يعمل معهد إعداد القادة على إقامة الدورات والبرامج الرياضية والبحوث العلمية المتعلقة بالشأن الرياضي في المملكة، إضافة إلى إعداد الإصدارات العلمية المتعلقة بعلوم التربية البدنية والرياضة ونشرها، وإقامة الندوات والنقاشات، واستضافة معسكرات الأندية والاتحادات.

## الدورات التدريبية

### دورات التدريب الرياضي العام
وتشمل الدورة التأسيسة للمدرب الرياضي والبرنامج الكندي للمدرب الرياضي، ودورات اسعافات الإصابات الأولية، إضافة إلى دورات فنون الدفاع عن النفس، واللياقة البدنية لتعزيز الصحة والأداء المهني، ودورات توضيح الاستراتيجيات الحديثة لتدريس التربية البدنية، ودروس علم النفس الإيجابي في المجال الرياضي، والكاريزما في المجال الرياضي، وتحليل الأداء الرياضي باستخدام الحاسب الآلي.

### دورات التدريب الرياضي المتخصص
وتستهدف مدربو الشطرنج والطائرة وكرة القدم للصم، والكاراتيه والسباحة والتنس والسهام، وألعاب القوى والبلياردو والملاكمة والجودو، وكرة الماء، والتدريب على حراسة المرمى في لعبة كرة القدم.

### دورات التدريب الرياضي النسائي
وتتضمن دورات اللياقة البدنية لتعزيز الصحة، والمنشطات والمكملات الغذائية، والدورات في مجال الإصابات الرياضية والإسعافات الأولية، والدورات التأسيسية للمدرب الرياضي.

### دورات التدريب على الإدارة الرياضية
وهي دورات تتمحور حول تشغيل وإدارة المنشئات الرياضية، وإدارة المشاريع، وتخطيط الموارد البشرية والجودة الشاملة، وتنظيم الجماعات، وزراعة وصيانة أرضيات الملاعب، وكذلك إقامة دورات في التحرير الصحفي، ودورات في الموشن جرافيك.

### دورات تدريب الحكام
وهي دورات تشمل مجال التحكيم في جميع الألعاب الرياضية المتاحة في المملكة، ومن ضمنها الشطرنج والمصارعة والجودو وألعاب القوى وغيرها.

## أهداف المعهد
- زيادة عدد المدربين المؤهلين والمرخصين في كافة الرياضات في المملكة
- اتاحة الفرصة لتجربة متميزة للمتدرب
- توفير فرص متكافئة لجميع الفئات
- توفير تدريب متخصص ومتقدم على مستوى عالمي
- الاستخدام الأمثل للموارد المالية والبشرية.